# 파주자유학교
파주자유학교는 경기도 파주시 다율동에 위치한 초중고 통합 도시형 대안학교이다.

## 교육 철학
홈페이지에서 아래와 같은 교육 철학을 소개하고 있다.
파주자유학교는 아이들을 "자유롭고 자립적이며 자연스런 사람"으로 키우고자 한다.
‘자연’이란 인위성으로 왜곡되지 않은 타고난 그대로의 생명력을 뜻한다. 자유와 자립도 인간의 자연스런 속성이기에 아이들의 자유와 자립을 북돋우는 것은 아이들의 자연성을 북돋우는 것이다.. 이렇게 아이들의 타고난 자연성을 북돋울 때, 아이는 자신의 타고난 재능을 가장 잘 살리는 건강한 한 어른으로 성장할 수 있다.
‘자유’란 사람들이 타고난 대로의 ‘나＇로 있을 권리를 최대한 보장한다는 의미이다. 사람들은 자신의 타고난 성향대로 살 권리, 자신의 의지대로 살 권리, 자신의 권리를 억압받지 않을 권리가 있고, 이 권리는 다른 사람의 동일 권리를 침범하지 않은 한에서 존중 받아야 한다.
온전한 ‘자립’이란 한편에서는 제대로 된 홀로서기이면서 다른 한편에서는 제대로 된 관계맺기이다. 다시 말하자면 나의 독자성을 인정하면서 동시에 사람이든 세상이든 자연이든 상대가 존재함으로써 내가 존재할 수 있다는 사실을 인정하고, 내가 상대에게 어떤 존재로 있을지를 선택하고, 그 선택에 대해 책임지는 것이 자립의 과정이다.

## 같이 보기
- 서머힐 스쿨
- 간디고등학교
- 자유학교물꼬

## 관련 기사
- 서울신문, 대안학교가 '대안' 될까[2]
- 오마이뉴스, 내가 다닌 일반학교와 대안학교[3]
- 한겨례신문, 대안학교서 첫 '수능 만점'[4]